# Antonio María Aragonés Lloret
Antonio María Aragonés Lloret (Callosa de Segura, 1949-2018) és un professor universitari i polític valencià, diputat al Congrés dels Diputats en la VI Legislatura.
Fill de Pedro Aragonés, fundador de les Escoles Graduades de Callosa de Segura. Ha estat professor del departament d'infermeria de la Universitat d'Alacant, i ha estat assessor de l'Organització Mundial de la Salut a Copenhage pel Ministeri de Sanitat d'Espanya i de l'Organització Internacional del Treball a Brussel·les.
Fou elegit diputat per la província d'Alacant pel Partit Popular a les eleccions generals espanyoles de 1996, on ha estat Ha estat vocal de la Comissió d'Educació i Cultura i de la Comissió de Sanitat i Consum. Posteriorment va ser director dels edificis PROP de la Generalitat Valenciana i director gerent de l'Institut d'Acreditació Sanitària, de la Conselleria de Sanitat de la Generalitat Valenciana.